# Cratere Öpik
Öpik è un cratere sulla superficie di Fobos.